# Antoine Conté
Antoine Conté (ur. 29 stycznia 1994 w Paryżu) – gwinejski piłkarz grający na pozycji prawego obrońcy. Od 2023 jest zawodnikiem klubu Botew Płowdiw.

## Kariera klubowa
Swoją karierę piłkarską Conté rozpoczął w klubie Paris Saint-Germain. W 2011 roku zaczął grać w rezerwach tego klubu, a 1 lutego 2013 zadebiutował w pierwszym zespole w Ligue 1 w wygranym 4:0 wyjadowym meczu z Toulouse FC. Z Paris Saint-Germain wywalczył mistrzostwo Francji w sezonie 2012/2013.
Latem 2013 Conté przeszedł do Stade de Reims. Swój debiut w nim zaliczył 24 sierpnia 2013 w wygranym 1:0 wyjazdowym meczu z Olympique Lyon. W sezonie 2015/2016 spadł z nim z Ligue 1 do Ligue 2.
Na początku 2017 roku Conté został zawodnikiem Beitaru Jerozolima. Swój debiut w Beitarze zanotował 20 lutego 2017 w zwycięskim 2:1 wyjazdowym spotkaniu z Hapoelem Tel Awiw. Zawodnikiem Beitaru był do końca sezonu 2020/2021.
Latem 2021 Conté przeszedł do klubu CS Universitatea Craiova. Zadebiutował w nim 25 lipca 2021 w przegranym 1:2 wyjaazdowym meczu z FCSB. W klubie z Krajowej spędził rok.
W 2022 roku Conté został piłkarzem Hapoelu Tel Awiw. Swój debiut w nim zaliczył 5 września 2022 w wygranym 2:0 wyjazdowym meczu z Maccabi Netanja. W Hapoelu grał przez sezon.
Latem 2023 Conté trafił na zasadzie wolnego transferu do Botewa Płowdiw. Zadebiutował w nim 16 września 2023 w zremisowanym 2:2 wyjazdowym meczu z Łudogorcem Razgrad.
| Sezon   | Klub                     | Kraj    | Rozgrywki   | Mecze | Bramki |
| ------- | ------------------------ | ------- | ----------- | ----- | ------ |
| 2011/12 | Paris Saint-Germain B    | Francja | CFA         | 7     | 0      |
| 2012/13 | Paris Saint-Germain      | Francja | Ligue 1     | 1     | 0      |
| 2012/13 | Paris Saint-Germain B    | Francja | CFA         | 6     | 0      |
| 2013/14 | Stade de Reims           | Francja | Ligue 1     | 9     | 0      |
| 2014/15 | Stade de Reims           | Francja | Ligue 1     | 29    | 0      |
| 2015/16 | Stade de Reims           | Francja | Ligue 1     | 11    | 0      |
| 2016/17 | Stade de Reims           | Francja | Ligue 2     | 9     | 0      |
| 2016/17 | Beitar Jerozolima        | Izrael  | Ligat ha’Al | 14    | 0      |
| 2017/18 | Beitar Jerozolima        | Izrael  | Ligat ha’Al | 29    | 0      |
| 2018/19 | Beitar Jerozolima        | Izrael  | Ligat ha’Al | 6     | 0      |
| 2019/20 | Beitar Jerozolima        | Izrael  | Ligat ha’Al | 23    | 2      |
| 2020/21 | Beitar Jerozolima        | Izrael  | Ligat ha’Al | 11    | 0      |
| 2021/22 | CS Universitatea Craiova | Rumunia | Liga I      | 13    | 0      |
| 2021/22 | Hapoel Tel Awiw          | Izrael  | Ligat ha’Al | 16    | 0      |

## Kariera reprezentacyjna
W swojej karierze Conté grał w młodzieżowych reprezentacjach Francji na różnych szczeblach wiekowych. W 2011 roku z kadrą U-17 wystąpił w Mistrzostwach Europy 2011 oraz Mistrzostwach Świata 2011. W 2013 roku wywalczył z kadrą U-19 wicemistrzostwo Europy na Mistrzostwach Europy 2013. Został wybrany do Najlepszej Jedenastki tego turnieju.
W reprezentacji Gwinei Conté zadebiutował 25 marca 2022 w zremisowanym 0:0 towarzyskim meczu z Południową Afryką, rozegranym w Kortrijk. W 2024 roku powołano go do kadry na Puchar Narodów Afryki 2023. Rozegrał w nim cztery mecze: grupowe z Kamerunem (1:1), z Gambią (1:0) i z Senegalem (0:2) i ćwierćfinałowy z Demokratyczną Republiką Konga (1:3).